# Karnaz
Karnaz (tiếng Ả Rập: كرناز, cũng đánh vần Kirnaz và Kernaz) là một thị trấn ở miền bắc Syria, một phần hành chính của Tỉnh Hama, nằm ở phía tây bắc của Hama. Các địa phương lân cận bao gồm Kafr Zita và Khan Shaykhun ở phía đông, Kafr Nabudah ở phía bắc, Qalaat al-Madiq và al-Suqaylabiyah ở phía tây và Kafr Hud, Tremseh và Shaizar ở phía nam. Theo Cục Thống kê Trung ương Syria, Karnaz có dân số 14.075 trong cuộc điều tra dân số năm 2004. Cư dân của nó chủ yếu là người Hồi giáo Sunni.

## Từ nguyên
Karnaz được sửa đổi từ Kafr naz, tương tự như nhiều ngôi làng trong khu vực: Kafr là một từ tiếng Syriac có nghĩa là "trang trại" hoặc "ngôi làng" nhỏ. Phần thứ hai "Naz" là từ không xác định có thể chỉ một người.

## Nội chiến Syria
Trong cuộc nội chiến Syria, lực lượng phiến quân đã kiểm soát thị trấn cho đến đầu tháng 2 năm 2013, khi Quân đội Syria và các lực lượng thân chính phủ bao vây thị trấn từ phía tây và phía nam. Vào ngày 8 tháng 2 năm 2013, các nguồn tin của chính phủ và phiến quân đã xác nhận trận chiến kết thúc bằng việc rút các lực lượng phiến quân. Sau đó vào ngày 14 tháng 3 năm 2018, lực lượng phiến quân đã phát động một cuộc tấn công vào thành phố cùng với Hamamiyat và Magha'ir. Cuộc tấn công này được gọi là chiến dịch Anger for Ghouta. Lực lượng phiến quân đã chiếm được cả ba thị trấn và các khu vực xung quanh. Chính phủ đáp trả đã thực hiện nhiều cuộc không kích vào thành phố và chiếm lại nó vào cuối ngày hôm đó.
Vào ngày 18 tháng 9 năm 2018, để tránh một cuộc tấn công có thể xảy ra của lực lượng chính phủ đối với Idlib và hậu quả có thể xảy ra đối với dân thường, và để tránh dòng người tị nạn có thể xảy ra, Nga và Thổ Nhĩ Kỳ đã thỏa thuận tạo vùng đệm khoảng 15–20 km quanh Idlib. Karnaz nằm ở phần quan sát của Nga trong vùng đệm.
Kể từ tháng 5 năm 2019, nó được kiểm soát bởi Quân đội Syria.